# Meirav Cohen
Meirav Cohen (hébreu : מֵירַב כֹּהֵן), née le 26 août 1983 est une femme politique israélienne. 
Elle est députée à la Knesset pour Yesh Atid et a été ministre de l'Égalité sociale de mai 2020 à janvier 2021. Elle retrouve ce même poste dans le gouvernement Bennett-Lapid.

## Biographie
Meirav Cohen est né à Jérusalem de Solange Shulamit et Saadia Cohen, qui étaient des immigrés juifs Tochavim du Maroc. Elle fréquente le lycée Harel à Mevaseret Zion. Pendant son service militaire dans les Forces de défense israéliennes, elle sert à la radio militaire en tant que productrice et rédactrice. [3] Elle est diplômée de l'université hébraïque de Jérusalem avec un BA en économie et administration des affaires et une maîtrise en administration des affaires et études urbaines. 
En 2004, elle est nommée porte-parole socio-économique au sein du Cabinet du Premier ministre, Ariel Sharon.
En 2011, Cohen a été élu au conseil municipal de Jérusalem dans le cadre du parti Jerusalem Awakening, détenant le portefeuille de gestion des jeunes. Elle a également rejoint Hatnuah, elle est placée neuvième sur la liste du parti pour les élections à la Knesset de 2013, mais le parti ne remporte que six sièges. 
Lors des élections d'avril 2019, elle rejoint le parti de Hosen L'Yisrael. Après que le parti ait rejoint l' alliance Bleu et blanc, elle est à la dix-septième place sur la liste commune et a ensuite été élue à la Knesset puisque l'alliance remporte 35 sièges. Elle a été réélue en septembre 2019 et mars 2020. 
En mai 2020, elle a été nommée Ministre de l'Égalité sociale dans le cinquième gouvernement Netanyahou. Elle démissionne en janvier 2021 de son mandat à la Knesset et de son poste de Ministre, et elle rejoint le parti Yesh Atid.
Lors des élections de mars 2021, elle est placée cinquième sur la liste de Yesh Atid, elle est réélue puisque le parti obtient 17 sièges. Le 13 juin 2021, elle retrouve son poste de ministre de l'Égalité sociale dans le gouvernement Bennett.